# オーロラ (コロラド州)
オーロラ（英: Aurora）は、アメリカ合衆国コロラド州のアラパホ郡とアダムズ郡に跨る都市である。人口は38万6261人（2020年）で州内第3の都市だが、州都デンバーと隣接しており実質的にデンバーのベッドタウンである。

## 歴史
オーロラは1880年代にフレッチャー町として始まった。その名前はデンバーの実業家ドナルド・フレッチャーから採られたものであり、フレッチャーはこの場所を不動産事業の対象と見ていた。フレッチャーとその共同経営者はデンバーの東4平方マイル (10 km2) を仕切って権利主張したが、この町も、コロラド州自体が1893年の銀価格崩壊の後でひどく藻掻いていた。この時点でフレッチャーは町の存在を忘れ、その地域社会は大きな負債に浸かったままにしていた。住民達は1907年に町の名前をオーロラに変えることに決め、デンバーの陰になって緩りと成長していたが、1970年代末から1980年代にかけて全米でも成長率が最高クラスに高い都市となった。
オーロラはデンバーのやや大きな郊外の一つに過ぎないと見なす者が多い状態が長く続いたが、ここ数十年間の人口成長（デンバー市の半分を超えるようになった）によって、大きな隣人であるデンバー市と同格と認識されるようになってきた。元市長は、この地域が「オーロラ・デンバー都市圏」と呼ばれるようになるというやや気まぐれな考えを表明したことがあった。しかし、市内には歴史的に重要で大きな中心業務地区が無いこと、すなわち性格的に大半が郊外であることによって、そのような動きは止まっている。
1955年の秋、7週間だけ世界の注目がオーロラに集まった。ドワイト・D・アイゼンハワー大統領がフィッツサイモンズ陸軍医療センターで心臓発作からの療養をしていたからだった。この病院は2004年アメリカ合衆国大統領選挙で民主党候補となったジョン・ケリーの出生地でもあった。この施設は1999年に病院としての役目を終え、現在コロラド大学デンバー校のアンシュッツ医療キャンパス、かつコロラド州オーロラ生物科学公園の一部となっている。アンシュッツ医療キャンパスには、2007年にデンバーからオーロラに移ってきたコロラド大学病院もある。これらの施設は完成したときに32,000人を雇用することになる。
2004年、オーロラ市がスポーツを促進、強化することに他の模範となる働きをしたので、雑誌「スポーツ・イラストレイテッド」の50周年記念事業でコロラド州の「スポーツの町」に選ばれた。オーロラの民衆の活動的な様は市出身の様々なプロスポーツ競技者が居ることにも反映している。オーロラを本拠とする初めての準プロスポーツ・チームであるインターナショナル・バスケットボール・リーグのオーロラ・キャバルリは2006年に活動を始めたが、財政破綻のためにそのシーズンが終わるまでに活動を止めた。
オーロラ市はずっと不自然に2つの郡に跨ったままできており、両郡の郡庁所在地から距離が離れている。1990年代半ばに市と郡の合同政府が検討されたが、市内有権者からの承認を得られず失敗した。コロラド州の有権者は1902年にデンバー市郡、2001年にブルームフィールド市郡を創設した。オーロラ統合市郡ができるとすれば現在の市域外の地域も含むことになるが、新しい市郡境界が設定された場合、将来の発展可能性を制限することになる。
2012年7月20日、市内の映画館センチュリー・ムービー・シアターで銃乱射事件が発生、12人が死亡、59人が負傷した。この事件で、ジェームズ・イーガー・ホームズが容疑者として逮捕された。
2016年12月26日、クリスマス後の商戦でにぎわう市内のフードコートにて約100人による乱闘が発生、近くの映画館や駐車場まで広がる規模となった。

## 地理
オーロラは 北緯39度41分45秒 西経104度48分29秒 / 北緯39.69583度 西経104.80806度 に位置する。市の公式標高は市境界線にある標識の地点で1,668メートルである。しかし、市内の標高差は300メートル近くある。最低標高地点1,611メートルは、サンド・クリークが市の北西隅の境界線と交わる地点であり、最高標高地点1,899メートルは、市の南端、アラパホ郡との境界で、インスピレーション道路とガートレル道路が交わる地点近くである。
アメリカ合衆国国勢調査局に拠れば、市域全面積は142.7平方マイル (369.7 km2)、このうち陸地は142.5平方マイル (369.1 km2)、水面は0.2平方マイル (0.6 km2)で水域率は0.17%である。

### 近隣
- 北 = デンバー
- 南 = グリーンウッド、センテニアル、フォックスフィールド、パーカー
- 西 = デンバー、センテニアル

## 交通

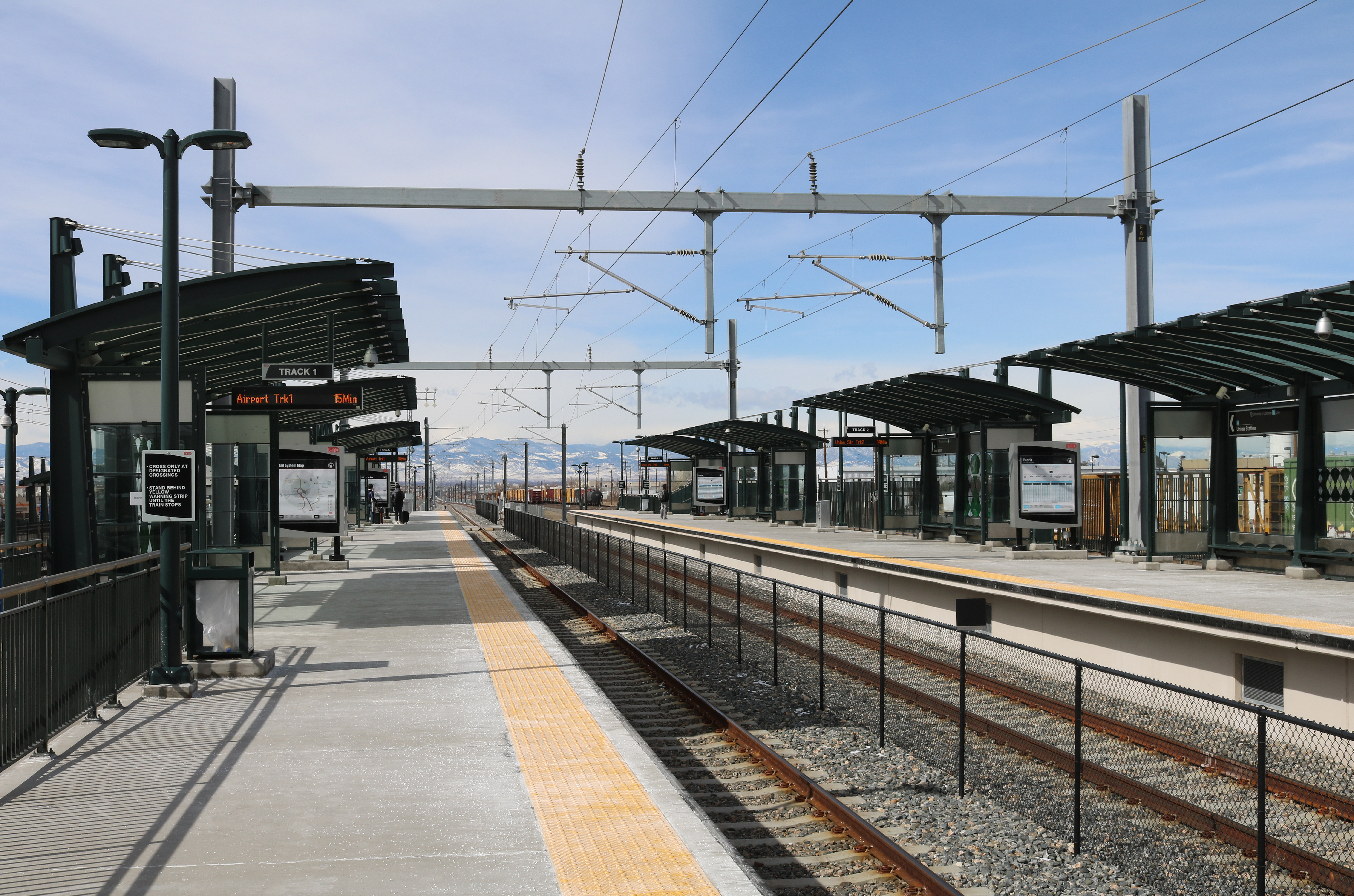
A線ピオリア駅

デンバー地域交通局の通勤電車A線（en:A Line (RTD)）が市内を通りデンバーとデンバー国際空港を連絡している。また、ライトレールのH線（en:H Line (RTD)）とR線（en:R Line (RTD)）も市内に乗り入れている。
オーロラは州間高速道路70号線、同225号線およびE-470ベルトウェイに跨っている。

## 経済
幾つかの企業がオーロラに拠点を置いている。RTXコーポレーション、カイザーパーマネンテ、Amazon.com、ノースロップ・グラマンなどの事業所が大きい。かつてメキシカーナ航空の事業所もあった。

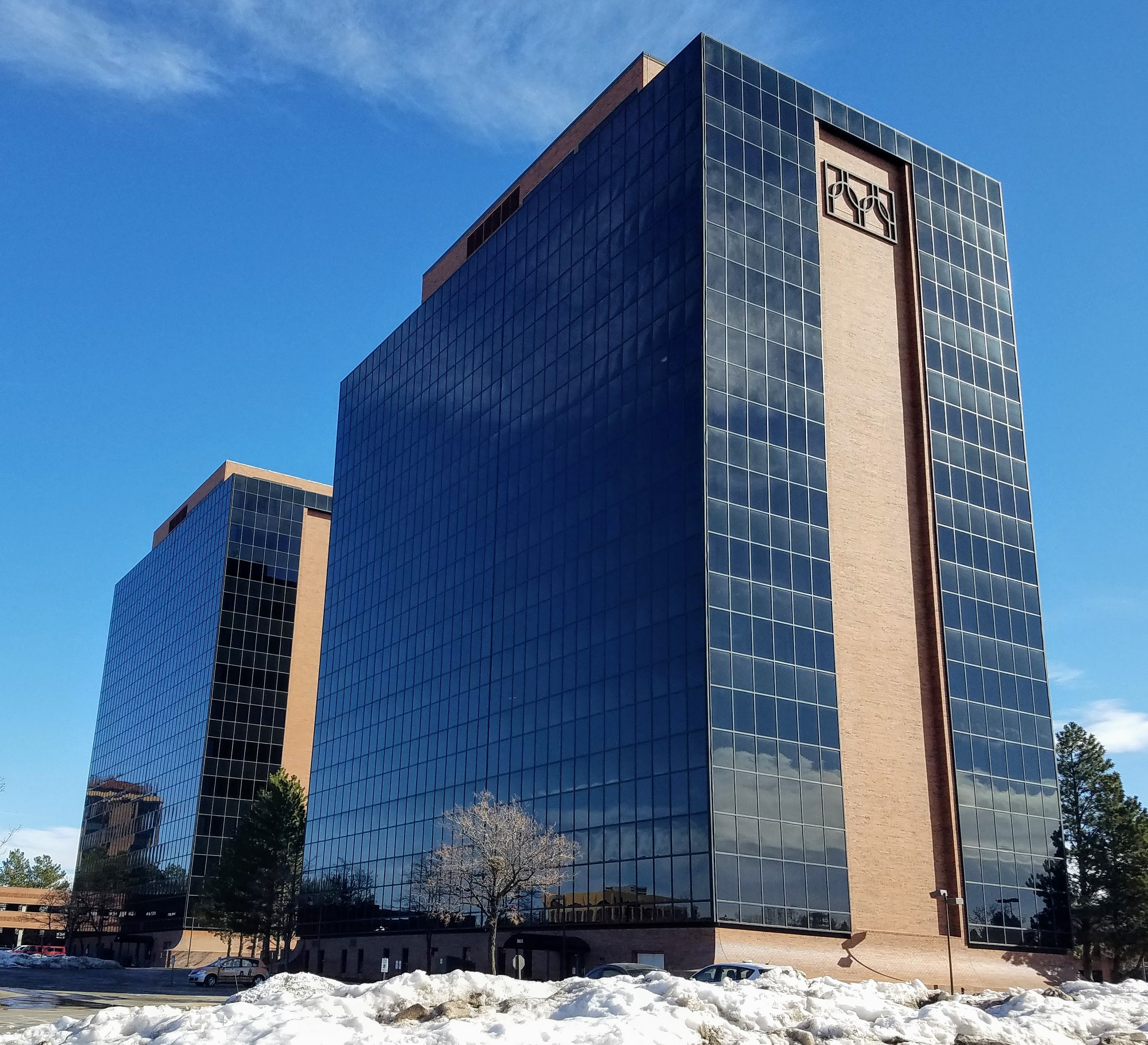
マーケットプレイス
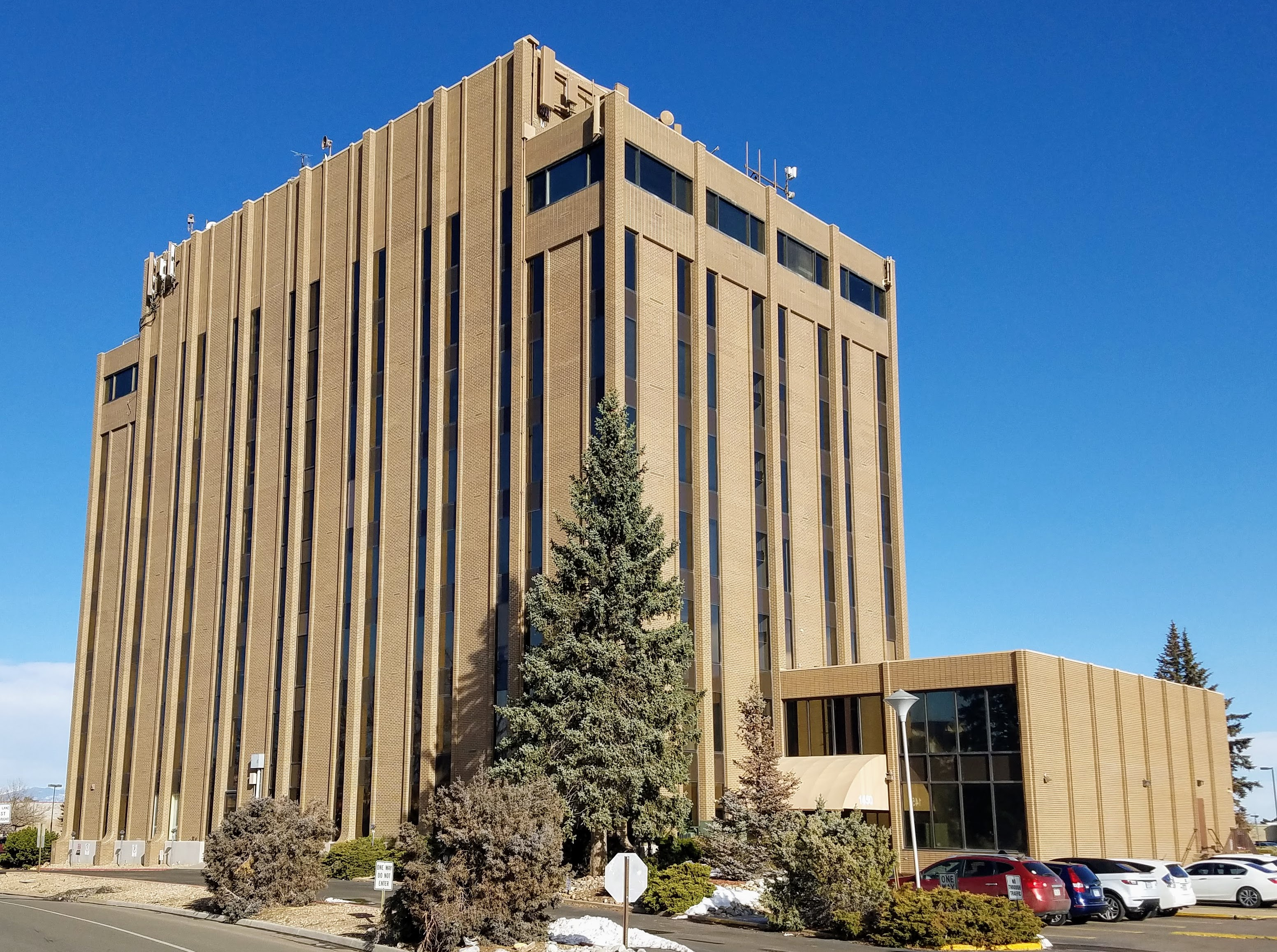
ハバナタワー
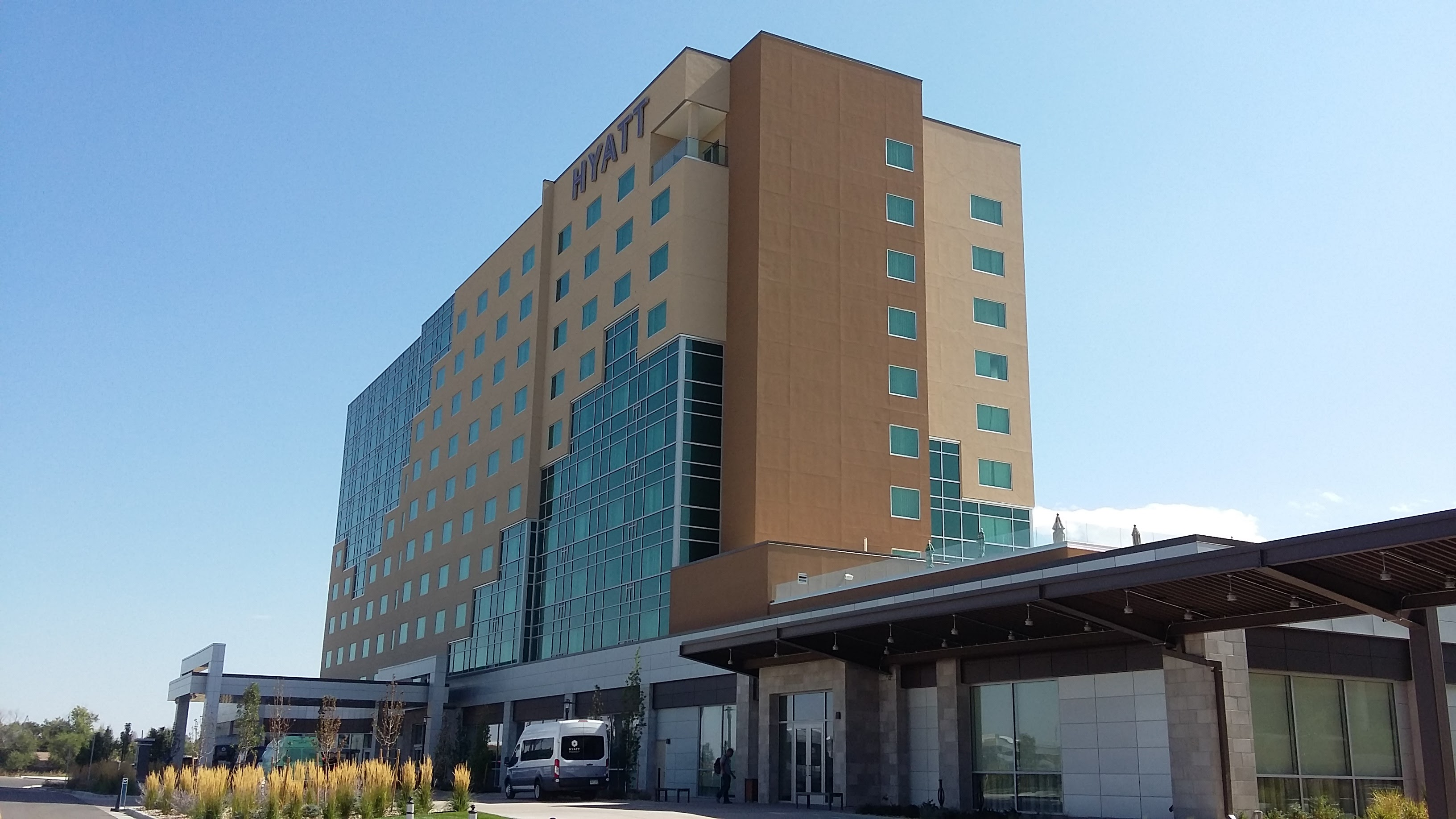
ハイアットリージェンシー

## 教育

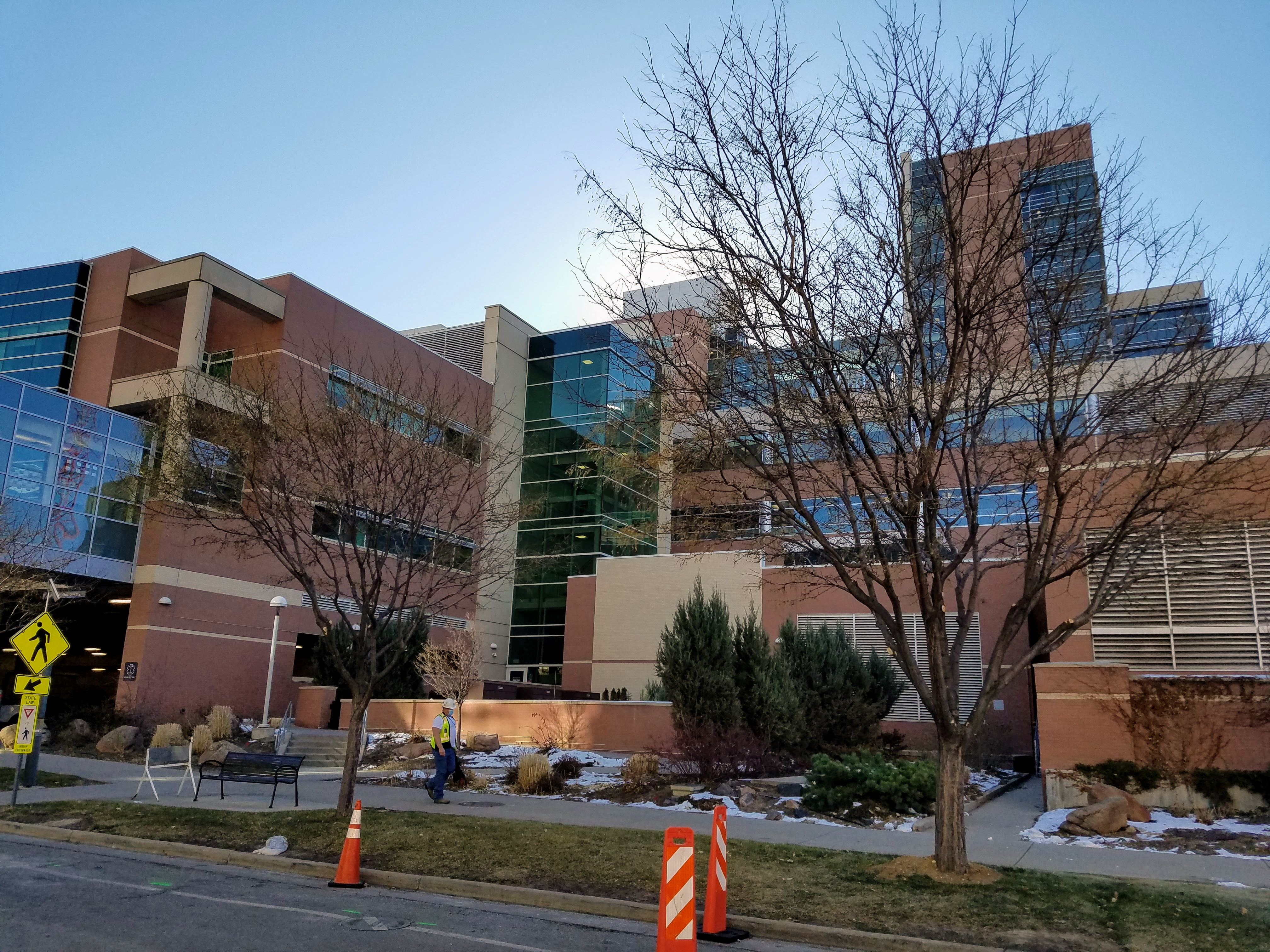
コロラド大学病院

- コロラド大学デンバー校、アンシュッツ医療キャンパス
- オーロラ・コミュニティ・カレッジ
- オーロラ公共教育地区
- チェリー・クリーク公共教育地区

## 政府
オーロラ市政委員会は市長と10人の委員で構成されている。6人の委員が地区から選ばれ、他の4人は大選挙区で選ばれる。市長は市全域から選出される。

### 地区

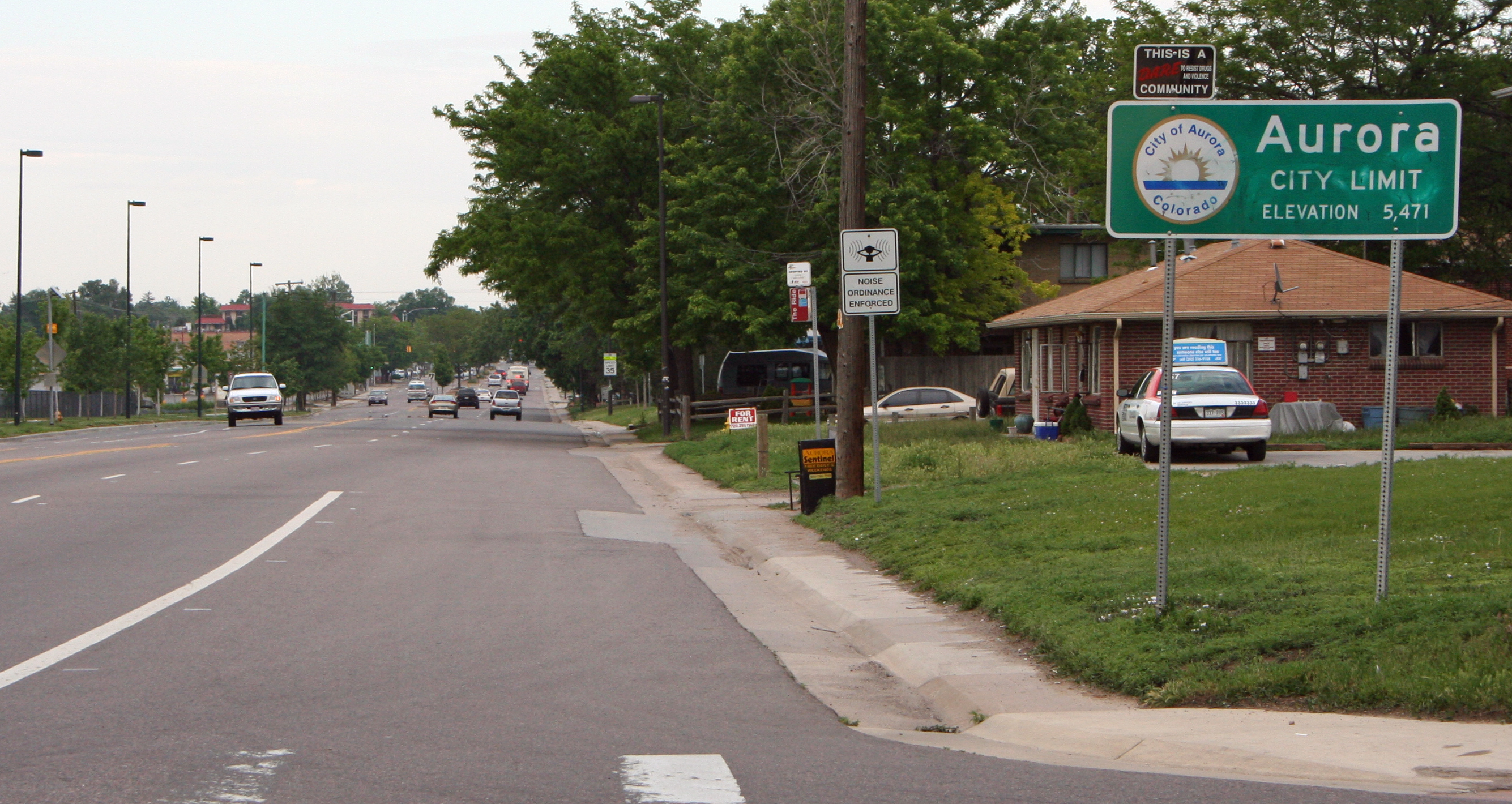
20番街とヨセミテ通りの角でオーロラ市に入ったところ、東を臨む

オーロラは数多い地区、地域および（現在と過去の）軍事施設で構成される。次のような地区がある。
| - オーロラ・ハイツ - オーロラ・ハイランズ - オーロラ・ヒルズ - オーロラ・ノールズ - ビーコン・ポイント - ブルックベイル - バックリー宇宙軍基地 - チャズフォード・ビレッジ - チェンバーズ・ハイツ - チェルシー - コーニング - クレストリッジ - クロス・クリーク - ザ・ダム・イースト - デル・マー - ザ・ダム・ウエスト - イーストリッジ - フィッツサイモンズ・キャンパス - グリーンフィールド - ホールクラフツビレッジ・イースト | - ハバナ・ハイツ - ヘリテージ・アト・イーグル・ベンド - ハイポイント - ヒルサイド・アト・デル・マー - ホフマン・ハイツ - ジャクソン・ファーム - キングスバラ - 元ローリー空軍基地 - ミードウッド - ミッション・ビエホ - モリス・ハイツ - マーフィー・クリーク - 原始オーロラ（フレッチャーの町があったところ、オーロラの"中心街"） - ピオリア・パーク - フェザント・ラン - パイニー・クリーク - プターミガン・パーク - クィーンズバラ - サドル・ロック - セトラーズ・ビレッジ | - セレニティ・リッジ - セブン・ヒルズ - シエナ - ステイプルトン（オーロラにあった元デンバー空港の再開発地、原始オーロラの直ぐ北） - スモーキー・ヒル400 - スモーキー・リッジ - スターリング・ヒルズ - サマー・バレー・ランチ - トールグラス - ザ・ティンバーズ - トールゲイト・ラン・アト・キングスバラ - トールゲイト・ビレッジ - タスカニー - ビレッジ・イースト - ウォーターズ・エッジ - ホイートランズ - ウッドゲイト - ウッドリム |

## 人口動態
以下は2000年国勢調査による人口統計データである。
| 基礎データ - 人口: 276,393人 - 世帯数: 105,625世帯 - 家族数: 68,867家族 - 人口密度: 748.9人/km2（1,939.6人/mi2） - 住居数: 109,260軒 - 住居密度: 296.0軒/km2（766.7/mi2） 人種別人口構成 - 白人: 68.86% - アフリカン・アメリカン: 13.42% - ネイティブ・アメリカン: 0.81% - アジア人:4.37% - 太平洋諸島系: 0.18% - その他の人種: 8.14% - 混血: 4.23% - ヒスパニック・ラテン系: 19.81% 年齢別人口構成 - 18歳未満: 27.6% - 18-24歳: 10.1% - 25-44歳: 34.7% - 45-64歳: 20.2% - 65歳以上: 7.4% - 年齢の中央値: 32歳 - 性比（女性100人あたり男性の人口） - 総人口: 98.1 - 18歳以上: 95.8 | 世帯と家族（対世帯数） - 18歳未満の子供がいる: 35.5% - 結婚・同居している夫婦: 46.9% - 未婚・離婚・死別女性が世帯主: 13.1% - 非家族世帯: 34.8% - 単身世帯: 27.4% - 65歳以上の老人1人暮らし: 5.7% - 平均構成人数 - 世帯: 2.60人 - 家族: 3.19人 収入と家計 - 収入の中央値 - 世帯: 46,507米ドル - 家族: 52,551米ドル - 性別 - 男性: 35,963米ドル - 女性: 30,080米ドル - 人口1人あたり収入: 21,095米ドル - 貧困線以下 - 対人口: 8.9% - 対家族数: 6.8% - 18歳未満: 12.0% - 65歳以上: 6.1% |

## 関係者
- メリッサ・フランクリン - オリンピック金メダリスト

- ザチェリー・タイ・ブライアン - 俳優、テレビ・シリーズの『ホーム・インプルーブメント』でブラッド・テイラーを演じている

## 姉妹都市
オーロラ市は3つの都市と姉妹都市を結んでいる。
- コスタリカ、ハコ
- 大韓民国城南市
- ポーランド、ジェロナ・グラ

さらに、デンバー地域市町村協議会（デンバー市と51の地方自治体で構成）はイラクの18県の1つバグダード県と姉妹都市を結んだ。